# Nephromataceae
Nephromataceae är en familj av lavar. Nephromataceae ingår i ordningen Peltigerales, klassen Lecanoromycetes, divisionen sporsäcksvampar och riket svampar.
|                | Vahliellaceae              |
|                |                            |
|                | Placynthiaceae             |
|                |                            |
|                | Peltigeraceae              |
|                |                            |
|                | Pannariaceae               |
|                |                            |
| Nephromataceae | \| \| Nephroma \| \| \| \| |
|                | \| \| Nephroma \| \| \| \| |
|                | Lobariaceae                |
|                |                            |
|                | Collemataceae              |
|                |                            |
|                | Coccocarpiaceae            |
|                |                            |
|                | Massalongiaceae            |
|                |                            |
|                | Nephroma                   |
|                |                            |

|  | Nephroma |
|  |          |